# 科技想要什么
《科技想要什么》是一本由美国学者凯文·凯利创作的專著，2010年由維京出版社出版。